# Le foto proibite di una signora per bene
Le foto proibite di una signora per bene è un film italiano del 1970, diretto da Luciano Ercoli. È il primo film di Dagmar Lassander come protagonista.

## Trama
Minou, giovane moglie di Pierre, un industriale sull'orlo della rovina, viene perseguitata da un maniaco, che la ricatta sostenendo che il consorte è un assassino. Costretta, per strappargli la presunta prova del delitto, a sottostare alle sue voglie, la donna (che si è confidata con l'amica Dominique, una erotomane, collezionista di foto pornografiche), viene ancora perseguitata dal ricattatore, il quale la minaccia questa volta di mostrare a Pierre le prove fotografiche del suo tradimento. Esasperata, la donna confessa la verità al marito, che, però, non crede al suo racconto, né all'esistenza del ricattatore.
Ormai sull'orlo della pazzia, Minou scopre, finalmente, che il diabolico intrigo è opera dello stesso Pierre, che si è servito del maniaco per sbarazzarsi di lei e intascare il premio di una assicurazione sulla vita. Visto fallire il suo piano, l'industriale, dopo aver ucciso il complice, sta per sopprimere anche Minou, ma la polizia, tempestivamente avvertita da Dominique - che aveva intuito la verità - gli impedisce di portare a compimento la sua azione criminale.